# Kaspar Winter
Kaspar Winter (* 7. Februar 1869 in Klein-Welzheim; † 16. Juli 1950 in Mainz) war ein hessischer Politiker (Zentrum) und Abgeordneter des Landtags des Volksstaates Hessen in der Weimarer Republik.
Kaspar Winter war der Sohn des Landwirts Johann Adam Winter und seiner Frau Maria Anna geborene Maier. Er heiratete am 27. Februar 1898 in Obernburg am Main Anna Maria Kreuzmann (1877–1944). 
Kaspar Winter war 1893 bis 1906 in Eppertshausen und 1906 bis 1914 in Mainz-Mombach Lehrer. Während der französischen Besetzung musste er Mainz verlassen und flüchtete nach Offenbach am Main. 1922 konnte er nach Mainz zurückkehren und wurde Rektor der Goethe-Schule und der Karmeliter-Schule.
Kaspar Winter war katholisch und in der hessischen Zentrumspartei politisch engagiert. Für diese war er ab 1919 Stadtverordneter in Mainz. Am 9. August 1927 rückte er für Otto von Brentano in den Landtag nach. Mit der Machtergreifung der Nationalsozialisten 1933 musste er aus dem Landtag ausscheiden und konnte seine politische Arbeit nicht fortsetzen. Auch als Schulleiter wurde er im Rahmen der Gleichschaltung aus dem Dienst entfernt und 1933 pensioniert.
1928 wurde er Mitglied der Reichsprüfstelle gegen Schmutz und Schund in München.